# Steyr-Daimler-Puch

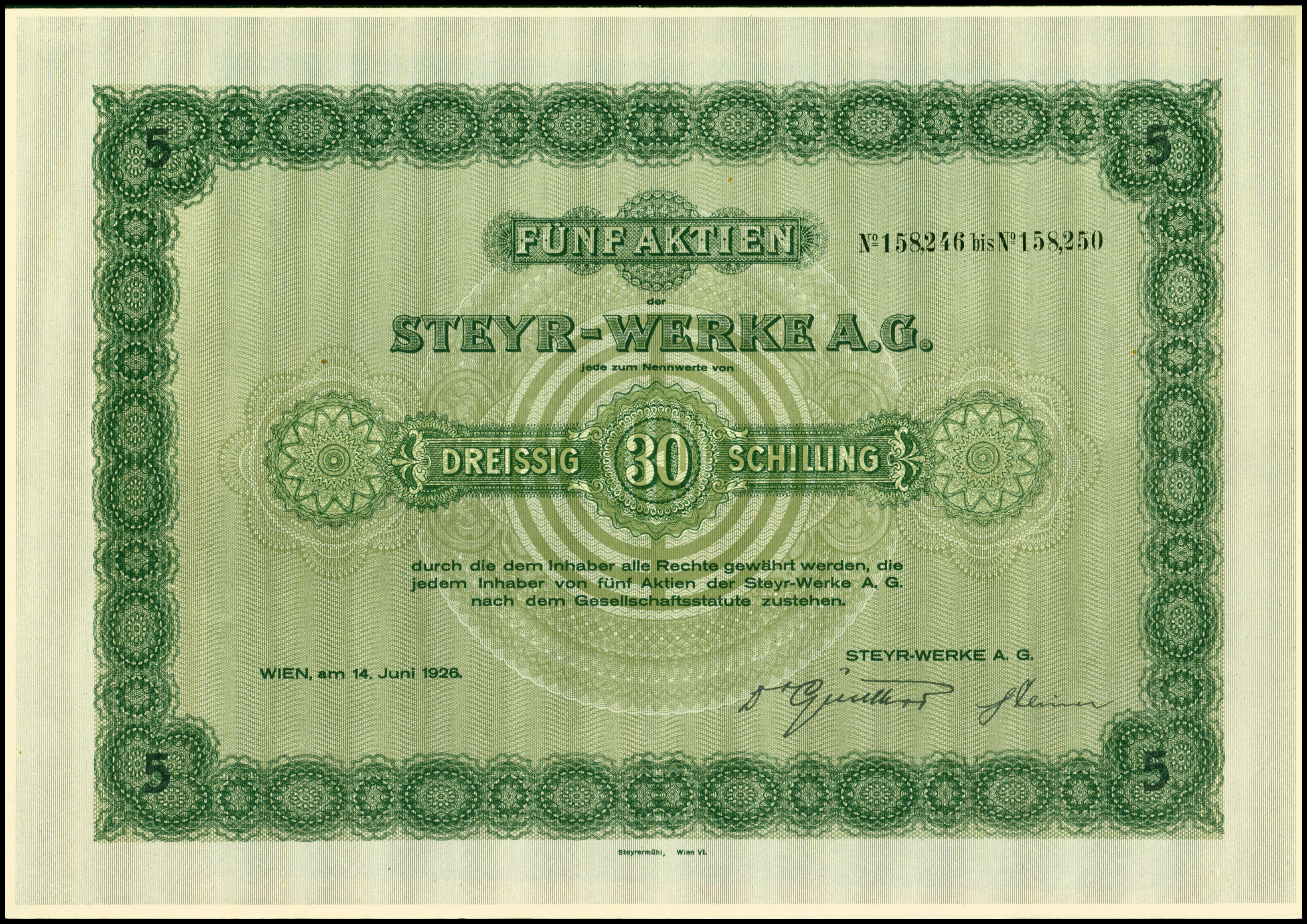
5 akcji spółki Steyr Werke AG za 30 szylingów z datą emisji 14 czerwca 1926 r.

Steyr-Daimler-Puch AG – austriacki koncern przemysłu maszynowego i motoryzacyjnego, produkujący w różnych okresach swojej działalności samochody ciężarowe i osobowe, autobusy, traktory, motocykle, pojazdy opancerzone i broń strzelecką, mający swoją siedzibę w mieście Steyr. Obecnie część produktów wytwarzana jest pod marką Steyr przez oddzielone firmy.

## Historia przedsiębiorstwa
Przedsiębiorstwo Steyr Werke AG zostało założone w 1864 roku przez Josefa Werndla. Początkowo produkowano tu broń (karabiny i pistolety). Pierwsze samochody zaczęto produkować w 1920 roku. Przedsiębiorstwo zostało połączone z Austro-Daimler-Puch w 1934 roku. W sumie Steyr wyprodukował 34 776 pojazdów pomiędzy 1920 i 1940 rokiem. Steyr 220 był ostatnim przedwojennym modelem zbudowanym przez firmę Steyr. W 1935 roku przedsiębiorstwa: Steyr, Daimler, oraz Puch połączyły się w jeden koncern o nazwie Steyr-Daimler-Puch AG, którego siedziba znajduje się do dziś w mieście Steyr. 1 stycznia 1990 roku w wyniku przeprowadzonej restrukturyzacji z poszczególnych departamentów powstały spółki zależne: Steyr Landmaschinentechnik GesmbH zajmująca się rozwojem, montażem i sprzedażą ciągników rolniczych, Steyr Motorentechnik GesmbH zajmująca się głównie rozwojem, montażem i produkcją silników wysokoprężnych serii M1, Steyr Mannlicher AG, Steyr–Daimler–Puch Spezialfahrzeug AG i Steyr Maschinenbau GesmbH.
Spółka odpowiedzialna za produkcję samochodów ciężarowych stało się częścią niemieckiego koncernu MAN, kontynuując produkcję pojazdów pod własną marką, kabin (również dla rodziny MAN L2000 i M90/M2000, Stara, Liaza i ERF). W latach 2002–2003 r decyzją koncernu, przeniesiono z Monachium produkcję kabiny dla serii F2000 Evolution i bliźniaczej serii E2000 marki ÖAF. W XXI w. marka Steyr ulegała stopniowemu wygaszaniu, ograniczając się wytwarzania partii modeli MAN z atrapą stylizowaną w charakterystyczny dla marki sposób (ostatni model ST-A był odpowiednikiem TGA w ofercie MAN). Zakłady zostały postawione w stan likwidacji w związku z kryzysem dotykającym właściciela we wrześniu 2020 r, i planami przeniesienia produkcji do Polski i Turcji, z planowaną datą wygaszenia produkcji do końca 2023 r. Zakłady zostały sprzedane austriackiemu biznesmenowi Siegfriedowi Wolfowi, który utworzył nową spółkę Steyr Automotive. Obecnie spółka dalej wytwarza na zlecenie ciężarówki dla koncernu MAN i startupu Volta Trucks. Ponadto w ofercie znajdują się zabudowy dla potrzeb komunalnych, tj. śmieciarki i zamiatarki.

## Modele[5]
- Seria 1500A(inne języki) (1942–1944)
- Seria 2000A (1944–1945)
- Seria 280(inne języki) (1942–1944)
- Seria 370(inne języki) (1946–1948)
- Seria 380(inne języki) (1948–1968)
- Seria 480(inne języki) (1957–1969)
- Seria 580(inne języki) (1957–1959)
- Seria 586 (1958–1969)
- Seria 680(inne języki) (1959–1969)
- Haflinger(inne języki) (1959–1974)
- Seria 680M (1967–1984)
- Seria 780 (1962–1968)
- Seria 880 (1967–1968)
- Pinzgauer (1971–1999)
- Noriker
- Seria 90(inne języki) (1968–1978)
- Seria 91 (1978–1988)
- Seria 12M18(inne języki) (1984 -)
- Seria 92 (1986–2000)
- S (1988–1998)
- Steyr NSK (1994–2000)
- Steyr-OM Tigrotto
- Steyr-OM Leoncino
- Steyr-Fiat-OM Baribbi
- Steyr Puch 126 (1973–1975)

## Technologia firmy Steyr w Polsce
W latach 70. Jelczańskie Zakłady Samochodowe Jelcz zdecydowały o oparciu dalszego rozwoju ciężarówek wysokiej ładowności o współpracę i licencje Steyr, model Steyr 91. M.in. zakupiono licencję na ramy, osie przednie i mosty napędowe oraz silniki wysokoprężne dużej mocy, w układzie V które miały być produkowane w Zakładach Mechanicznych PZL-Wola w Warszawie, ale kryzys ekonomiczny zniweczył te plany. Owocem współpracy był ciężki samochód samowyładowczy Jelcz 640.
Silniki Steyr były również stosowane w samochodach Jelcz 622 i Jelcz 422.
W latach 90. XX wieku Fabryka Samochodów Ciężarowych „Star” nawiązała współpracę ze Steyr dotyczącą użycia w modernizacji ciężarówek Star nowoczesnych kabin używanych w modelu Steyr NMK (alternatywnie określanej z uwagi na zastosowaną rodzinę silników – modelem 92). Montaż tych kabin został uruchomiony w Starachowicach, znalazły one zastosowanie w modelach Star 8.125, Star 12.155 i prototypie Star 944.
Po przejęciu Fabryki Samochodów Ciężarowych „Star” przez koncern MAN, który wcześniej przejął również Steyr, zmodernizowane kabiny Steyr były używane w produkcji modeli Star S2000, Star 1466, Star 944.
Po zakończeniu przez koncern MAN produkcji samochodów w Starachowicach od 2004 do 2007 roku ciężarówki serii Star S2000 były wytwarzane w Austrii w zakładzie w Grazu.

## Współczesna produkcja licencyjna

### Steyr w armii USA
Przedsiębiorstwo Stewart & Stevenson wygrało ogłoszony w 1988 roku przetarg na Medium Tactical Vehicles (FMTV) dla US Army oferując licencyjną odmianę samochodu Steyr 12 M 18.

### Steyr w Chinach
Chińskie przedsiębiorstwo Sinotruk produkuje ciężarówki będące rozwinięciem serii 91.